# 化学诱变剂
化学诱变剂是指可以作为诱变剂的化学物质。化学诱变剂包括在DNA复制时可替换正常碱基、引起错误的碱基配对从而造成突变的碱基类似物；能嵌入双螺旋的碱基中使复制时插入一个额外的碱基，从而造成移码突变的嵌入剂等。很多化学诱变剂通过添加烷基、芳香基或脱氨基等途径修饰碱基。
DNA也可能由于与细胞中的各种正常化学组分发生反应而产生自发突变。需氧细胞中的活性氧组分（ROS）也会造成碱基损伤。